# 拉戈尔斯
拉戈尔斯（法語：Lagorce，法語發音：[laɡɔʁs]）是法国吉伦特省的一个市镇，属于利布尔讷区。

## 地理
拉戈尔斯（45°4'54"N, 0°9'54"W）面积28.47 平方千米，位于法国新阿基坦大区吉倫特省，该省份为法国西南部沿海省份，是法國本土面积最大的省，北起滨海夏朗德省，西临大西洋，南至朗德省，东南接洛特-加龍省，东临多爾多涅省。
与拉戈尔斯接壤的市镇（或旧市镇、城区）包括：塞尔库、拉克洛特、巴亚斯、沙马代勒、库特拉、吉特尔、莱潘蒂尔。

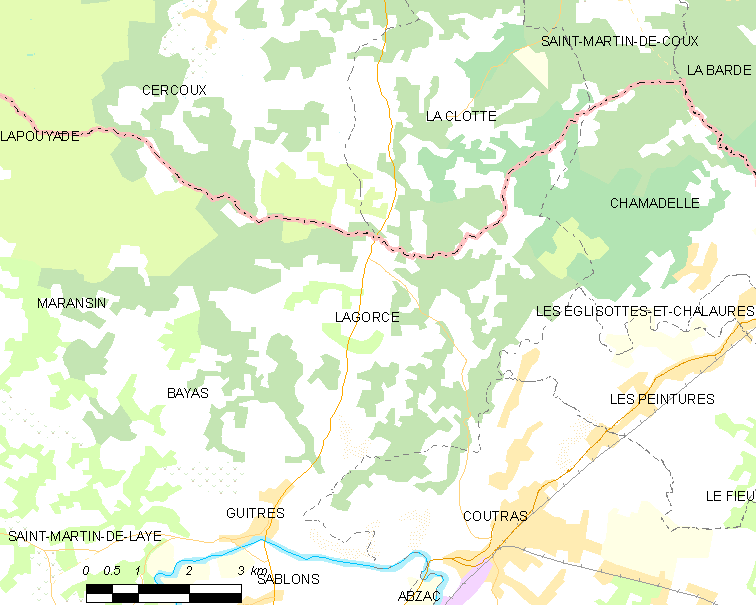
拉戈尔斯的OSM定位图

拉戈尔斯的时区为UTC+01:00、UTC+02:00（夏令时）。

## 行政
拉戈尔斯的邮政编码为33230，INSEE市镇编码为33218。

## 政治
拉戈尔斯所属的省级选区为北利布尔奈县。

## 人口

1962-2008年间拉戈尔斯人口变化图示

拉戈尔斯于2022年1月1日时的人口数量为1591人。